# Microdiplodia junci
Microdiplodia junci är en svampart som beskrevs av Died. 1914. Microdiplodia junci ingår i släktet Microdiplodia och familjen Botryosphaeriaceae.   Inga underarter finns listade i Catalogue of Life.